# Gould (Oklahoma)
Gould és un poble dels Estats Units a l'estat d'Oklahoma. Segons el cens del 2000 tenia 206 habitants.

## Demografia
Segons el cens del 2000, Gould tenia 206 habitants, 74 habitatges, i 52 famílies. La densitat de població era de 220,9 habitants per km².
Dels 74 habitatges en un 43,2% hi vivien nens de menys de 18 anys, en un 59,5% hi vivien parelles casades, en un 2,7% dones solteres, i en un 28,4% no eren unitats familiars. En el 27% dels habitatges hi vivien persones soles el 14,9% de les quals corresponia a persones de 65 anys o més que vivien soles. El nombre mitjà de persones vivint en cada habitatge era de 2,78 i el nombre mitjà de persones que vivien en cada família era de 3,42.
Per edats la població es repartia de la següent manera: un 34% tenia menys de 18 anys, un 7,8% entre 18 i 24, un 31,1% entre 25 i 44, un 15% de 45 a 60 i un 12,1% 65 anys o més.
L'edat mediana era de 32 anys. Per cada 100 dones de 18 o més anys hi havia 103 homes.
La renda mediana per habitatge era de 25.250 $ i la renda mediana per família de 28.750 $. Els homes tenien una renda mediana de 20.417 $ mentre que les dones 15.000 $. La renda per capita de la població era de 12.128 $. Entorn del 10,9% de les famílies i el 19,1% de la població estaven per davall del llindar de pobresa.

## Poblacions més properes
El següent diagrama mostra les poblacions més properes.